# 浄化槽管理士
浄化槽管理士（じょうかそうかんりし）は浄化槽法第45条の定めるところにより、環境大臣が交付する国家資格である。浄化槽管理士試験に合格した者（国家試験合格）又は指定講習機関が行う講習を修了した者（講習修了者）からの申請により交付される。
名称が類似する国家資格として浄化槽の設置工事の監督に必要な「浄化槽設備士」があるが、浄化槽管理士とは業務範囲が異なるため、混同しないように注意が必要である。また、本項での解説には名称が近似する「浄化槽管理者」（一般的には建物の所有者や占有者で、届け出ている者をいう）、「浄化槽技術管理者」（一定の規模以上の浄化槽を統括管理する者をいう）が頻出する。本項が主題とする国家資格である「浄化槽管理士」とは異なるものである。

## 本項における用語法
記事を読みやすくするために、本項では以下のような略称や定義を便宜的に用いる。
- 関連する法令は次のように略記する。「法」＝浄化槽法（昭和58年法律第43号、最終改正: 令和4年法律第68号）[2]、「施行規則」＝環境省関係浄化槽法施行規則（昭和59年厚生省令第17号、最終改正: 令和4年環境省令第2号）[3]、「条例」＝法第48条が定める条例による浄化槽の保守点検を業とする者の登録制度[4]にもとづき都道府県等がそれぞれ制定している条例。

- 頻出する用語について、浄化槽管理士は「管理士」、浄化槽管理者は「管理者」、浄化槽技術管理者は「技術管理者」、浄化槽管理士免状は「免状」と略すことがある。また、浄化槽の保守点検を業とする者の登録制度（法第48条にもとづく条例）[4]を実施している都道府県等は、「保守点検業登録を実施している都道府県等」と略すことがある。

- 浄化槽法では、保健所を設置する市（または特別区）[注 1]の市長（または区長）に対して都道府県知事と同格の権限を与える規定が多いことから[注 2]、「都道府県等」（または「都道府県知事等」）との表記で、保健所を設置する市（長）および特別区（長）を含むものとする。

- 「浄化槽」とは、現行の浄化槽法上では「合併処理浄化槽」のみを指す用語であるが[注 3]、法改正以前の既設の単独処理浄化槽も新法上の浄化槽とみなされ、同様に保守点検等の義務が適用されるため（「みなし浄化槽」と呼ぶ） [7]、本項で単に「浄化槽」と記す場合は「みなし浄化槽」を含むものとする。

## 業務範囲
浄化槽管理士は、浄化槽管理者（詳細な解説は後述）より委託を受けて、業として浄化槽の保守点検業務（点検、調整、修理）に従事する者である。管理者に課せられている「保守点検を定められた回数実施する義務」の履行を専門家として代理し、法令に定められた技術基準に従って、保守点検業務を実施する。管理士が担えるのは「保守点検業務」のみであり、委託されている場合でも管理士は管理者とはならない。
管理士は自ら保守点検業務を行うか、実地で監督しなければならない。管理士が実地で監督すれば、補助作業者は管理士資格は不要であるが、同時に複数の場所に設置されている浄化槽の保守点検を行うには、それぞれの場所で実地に管理士が監督しなければならないため、同時に行う基数と同等またはそれ以上の管理士の確保が必要である。
浄化槽法上の浄化槽であれば、処理方式や規模による従事の制限はなく、すべての浄化槽法上の浄化槽（みなし浄化槽を含む）の保守点検を実施することができる。501人槽以上の浄化槽については、管理者が浄化槽技術管理者を任命しなければならないが、技術管理者は1名で足り、501人槽以上の浄化槽であっても他の保守点検業務に従事する者は管理士資格のみで支障ないものである。実状としては、よほど大規模な浄化槽でなければ単独又は少人数で保守点検作業を行うことになる。
管理士は、委託を受けて保守点検の技術上の基準に従って保守点検を行う、保守点検の記録を管理者に交付し、その内容を説明する義務などが課されている。また、条例により、定期検査の受検時期の通知、清掃時期を通知し清掃業者へ連絡する義務、重大な異常を発見した場合は都道府県等へ通報する義務などを課していることもある。
名称独占資格であり、浄化槽管理士免状の交付を受けていない者は浄化槽管理士またはこれに紛らわしい名称を使用してはならない。
なお、保守点検業登録を実施している都道府県等においては、登録を受けなければ浄化槽の保守点検を業として行うことが禁止されているため、自ら登録を受けるか、登録を受けた業者に所属しなければ浄化槽管理士としての業務を行うことはできない。

## 法体系
管理士は、国が定める次の法令等の定めに従う必要がある。主な法令等には次のものである。
- 法律
  - 浄化槽法
- 政令
  - 浄化槽法施行令
- 省令
  - 環境省関係浄化槽法施行規則
- 都道府県等が定める条例
  - 法第48条による条例
法第48条で「浄化槽の保守点検を業とする者について、都道府県知事等の登録を受けなければ浄化槽の保守点検を業としてはならないとする制度を設けることができる[20]」とされているため、多くの都道府県等では「〇〇県浄化槽保守点検業者の登録に関する条例」のような条例を設けて、登録を受けることを求めている。ただし、この制度は全ての都道府県等で実施されているものではなく、大阪市や横浜市のように条例を設けていない例がある。
法第48条による条例が定められている都道府県等の区域内において浄化槽管理士は、浄化槽法及びその下位法令の他、当該区域の都道府県等条例の規制も受ける。条例の内容は法第48条2に定められている必須事項[20]を満たすものであれば、各都道府県等の裁量に任されているため、その定めは同一ではない。
また、本項における用語法の項にて記述されている通り、浄化槽法では、保健所を設置する市(または特別区)の市長(または区長)に対して都道府県知事と同格の権限を与える規定が多く、この法第48条の登録制度についても都道府県と保健所を設置する市は同格とされ、お互いに排他の関係となるため、保健所を設置する市はその所属する都道府県の条例とは異なる条例を定めることができるため、法第48条の条例を定めていない(登録を求めない)場合も含み、都道府県の条例の効力が及ばない。そのため、業務を行なおうとする区域においてどこの条例が適用されるのかをよく確認する必要がある。
  - 浄化槽法施行に関する条例
前述の法第48条以外で都道府県等に権限が与えられていることがらについては、別の「〇〇県浄化槽法施行細則」のような条例を定めていることがある。
なお、浄化槽法においては、管理者に関する義務等や監督権限なども都道府県と同様に保健所設置市にも与えられているが、一部事項(水質検査に関すること[21]、浄化槽工事の技術上の基準に条例で特別の定めをすること[22]など)は、都道府県のみに認められ、これらの事項については保健所設置市であっても都道府県の条例の規制を受けることになる。

## 浄化槽管理者との関係
浄化槽管理者は、浄化槽の管理について権原を有するものであり、管理している浄化槽においての最高責任者である。
具体的には、浄化槽が接続されている建物の所有者、管理人、占有者（賃借物件の場合は大家の他、店子や管理会社を届け出ることもできる）のうちいずれか1名である。
管理者には、保守点検および清掃を定められた回数実施する義務、使用開始や技術管理者変更の報告義務、新設・構造・規模の変更後の水質検査の受検義務、定期検査の受検義務、使用の休止や廃止の届出、点検清掃記録の保存義務などが課されている。適切な管理が行われないと、都道府県知事等から改善命令や勧告などが発せられることになる。
原則として管理者は、自らが管理している浄化槽の保守点検および清掃を行わなければならないと定められているが、保守点検は浄化槽管理士に、清掃は浄化槽清掃業者に委託することが認められている。管理者がみずから保守点検および清掃をおこなうことは困難であるため、ほとんど委託されているのが実状である。
管理士は、法により定められた免状を有する専門家であるが、浄化槽そのものは管理者の所有（占有）物であり、管理士は浄化槽に故障または異常を認めたときは管理者に報告しその指示を受ける必要がある。管理者に必要な処置を助言することはできるが、管理士は処置を強制する権限はないので、最高責任者である管理者の同意を得らない場合は保守点検作業をすることはできない。ただし、保守点検契約は所定の作業までは一定金額であることが多いため、その範囲を超える処置が必要な場合に指示を受けることになる。実際に処置を行うかは最終的には管理者の判断となるが、処置をせず放置される状態が長期間継続されると管理士側からしても触法状態の黙認に加担することによる責任を問われる恐れがあるため、管理士側から管理者が保守点検業務の遂行に適切に協力しないことを理由として保守点検契約（維持管理契約と呼ばれることもあるが同一意義）の解除や更新を拒絶されることもある。
管理者は、管理士をいつでも解任することができるが、直ちに他の管理士を充てるか、自ら保守点検業務を実施しなければならない。自ら実施することを望む場合、免状は不要（免状は業として委託を受ける場合にのみ必要）であるが、管理士が行うものと同様の法令に定められた技術基準に従うため必要な器具を用意し、基準通り実施しその記録を残す必要がある。これらを正しく実施しないと、前述の通り都道府県知事等から改善命令や勧告などが発せられることになる。

## 浄化槽管理士免状

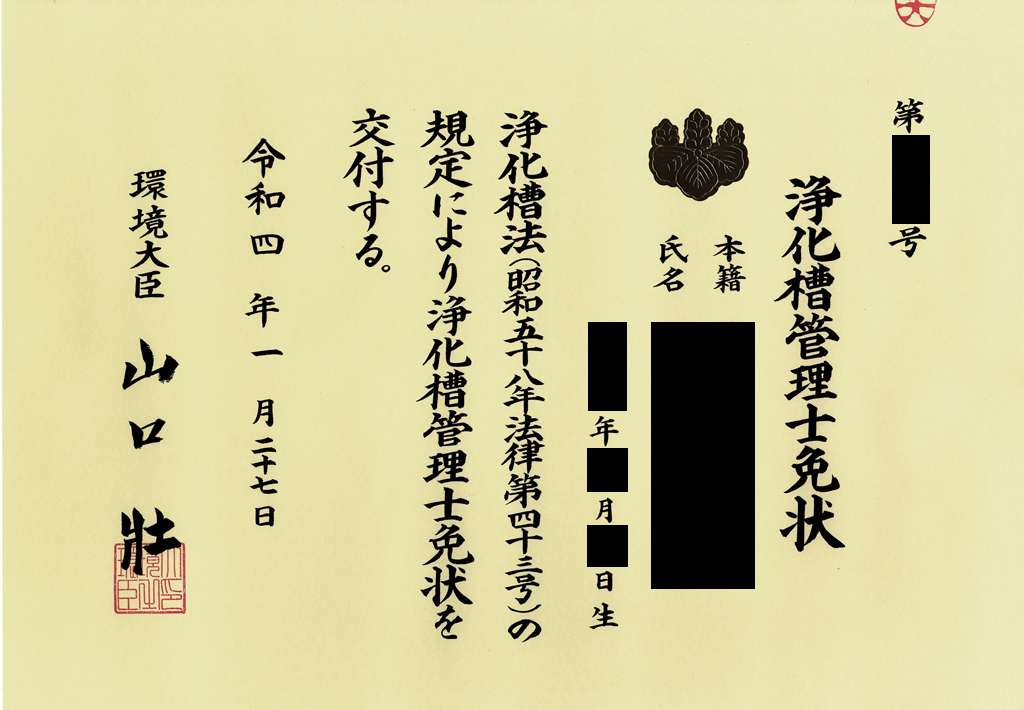
浄化槽管理士免状（厚紙製、A3程度のサイズ）

- 様式：施行規則第16条(附則様式第3号)により様式(文面)は定められている[31]。用紙サイズは法的には定められていないが、実際に交付されている免状は日本産業規格のA3より少し大きいサイズである。
- 有効期限：免状は終身有効で、更新や書換は不要である。
ただし、保守点検業登録を実施している都道府県等[4]では、法及び条例並びに環境省からの通知[32]により後述する所定の研修会の受講(受講しないと保守点検業務が行えないため、事実上の更新制度)を求めている。

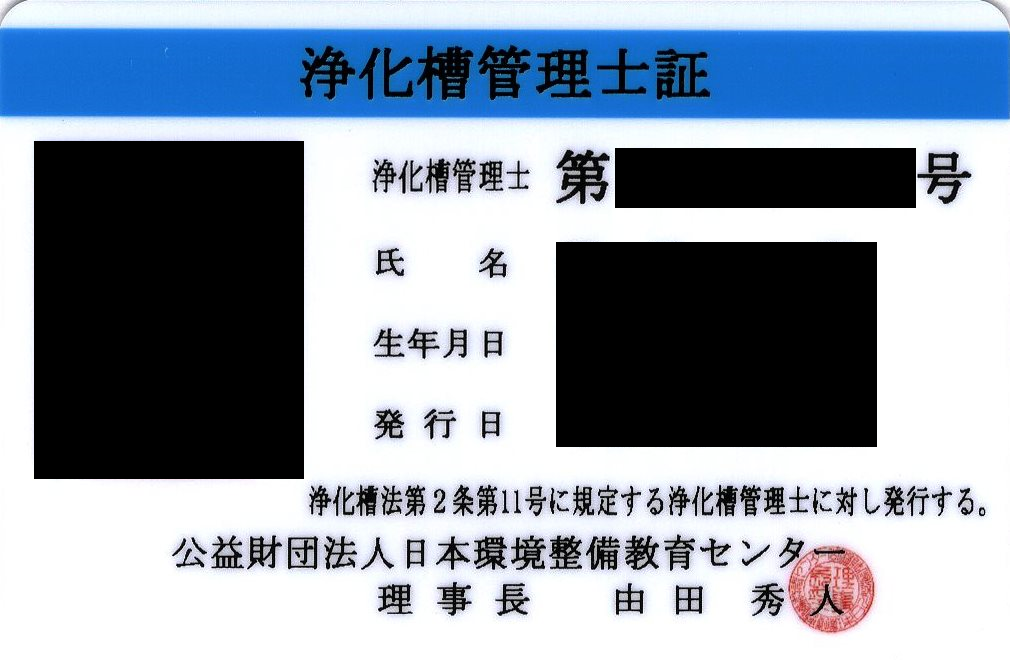
浄化槽管理士証（2022年に（公財）日本環境整備教育センターが交付。プラスチック製、クレジットカードサイズと同等）

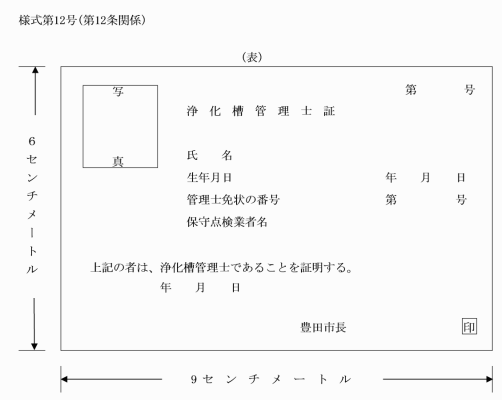
自治体様式の浄化槽管理士証の例（愛知県豊田市の場合）

- 携帯義務：浄化槽法では業務に従事しているときも含め、免状の携帯義務や提示義務は定めていない。
ただし、保守点検業登録を実施している都道府県等では、条例により何らかの証明書類(免状のコピーや浄化槽管理士証(日本環境整備教育センターが交付)が代表的である)や、都道府県等によってはその長から条例様式の浄化槽管理士証が交付がされ、業務に従事中は携帯すること、関係者からの求めに応じ提示する義務[33]も定めていることがあるため、業務区域の条例も併せて遵守する必要がある。[34]。

- 浄化槽管理士証の種類：
  - (公財)日本環境整備教育センターが交付するもの  
希望者のみに交付される。免状の交付を受けた後に、センターまたはセンターの指定機関を経由して別途手続(要手数料)をすることにより交付される[35]。浄化槽管理士手帳(事業者による証明欄や講習の受講記録、法令集となっている)も同時に交付される。
  - 保守点検業登録を実施している都道府県等が交付するもの
  - 条例による都道府県等の登録保守点検事業者に所属する浄化槽管理士として登録されると交付される。ただし、前述の通り都道府県等で管理士証を交付せず、センター交付の管理士証や免状のコピーなどで認めている都道府県もある。

### 浄化槽管理士研修会
2020年4月1日の改正法施行により、保守点検業登録を実施している都道府県等では、法及び条例の定めるところにより浄化槽管理士研修会を受講しないと、浄化槽管理士としての業務を行えないこととされている。
なお、これは免状の更新制度ではないため、受講期限を経過した場合でも、受講するまでの間は管理士としての業務は行えないが、再受講すれば支障ない。また、免状を有する者であっても、保守点検業登録を実施している都道府県等で業として管理士業務に従事していない場合は、受講の義務はない。任意での受講の可否は実施団体によるが、全浄連システム方式の場合は、任意で受講することは可能である。
研修(修了証)自体に直接的な有効期間はないが、条例により保守点検業の登録期間ごとの受講(5年以下の間隔)とされていることがほとんどである。ただし、愛知県の優良浄化槽保守点検業者制度のように登録期間が5年であっても研修は2年ごとという場合もある。
研修会は、法改正後から2022年ごろまでは、都道府県知事等やその地域の浄化槽関連団体が実施していたが、その後は一般社団法人全国浄化槽団体連合会が実施する研修(全浄連システム方式)を採用する都道府県等が増えている。

#### 研修の内容
1日間(5時間)の研修である。全講義を漏れなく受講すれば修了で、全浄連システム方式では修了試験(考査や効果確認)は課されない。
1. 浄化槽行政について(地域の実情に応じた事項)
2. 浄化槽行政の動向
3. 浄化槽の構造と機能
4. 浄化槽の保守点検と清掃
5. (希望者のみ任意受講)指定採水員講習 +30分

ほとんどが全国共通の内容ではあるが、研修の内容に「地域の実情に応じた事項」が含まれる。全浄連システム方式の研修では、講習会を開催した都道府県等の地域の実情に応じた事項を履修するため、講習を受けた地域とは異なる保守点検業登録を実施している他の都道府県等でも浄化槽管理士としての業務に従事したい場合には、地域の実情に応じた事項の所定の補講(自宅学習など)を求められる。
全浄連システム方式の場合、指定採水員講習については、内容のほとんどが浄化槽管理士研修と重複することから、希望者は研修に続いて指定採水員講習を受講することにより、1日で浄化槽管理士研修と指定採水員講習を修了することもできる。

## 免状の取得
浄化槽管理士免状は、浄化槽管理士試験に合格した者（国家試験合格）又は指定講習機関が行う講習を修了した者（講習修了者）に対して申請により交付される。合格または修了のみでは免状は与えられず、国家試験の合格証書又は講習の修了証書と共に同封される案内文書に従い、環境大臣に申請する必要がある。国家試験、講習ともに、受験および受講資格（学歴、実務経験等）はない。
国家試験、講習ともに、環境大臣指定試験(講習)機関である公益財団法人日本環境整備教育センターが実施する。

### 浄化槽管理士試験(国家試験)
- 毎年10月の日曜日（おおむね中旬から下旬）に宮城・東京・愛知・大阪・福岡で行われる。受験料は23,600円（2023年現在）。他に受験料振込手数料などが別途必要になる。2024年以降、インターネット（電子）申請に対応した。[41]

#### 国家試験時の試験問題
- 試験問題は下記の国家試験科目に関する内容より出題される。試験時間は午前と午後に分かれ、午前が2時間30分（10時00分 - 12時30分）、午後が2時間30分（14時00分 - 16時30分）だが、それぞれ開始60分後に退席が可能である。問題数は100問（午前50問+午後50問）の五択で、マークシート方式。

#### 国家試験科目
- 試験科目ごとの最低得点は規定されておらず、午前に1–4、午後に5–7がまとめて出題される。試験科目は施行規則第21条に定められている以下の7科目である[42]。

1. 浄化槽概論 — 10問程度
2. 浄化槽行政論 — 10問程度
3. 浄化槽の構造及び機能 — 20問程度
4. 浄化槽工事概論 — 10問程度
5. 浄化槽の点検、調整及び修理 — 30問程度
6. 水質管理 — 10問程度
7. 浄化槽の清掃概論 — 10問程度

#### 国家試験結果通知
- 試験終了後1か月以内に（具体的な日付は受験日に説明される）、合格者の受験番号を官報、公益財団法人日本環境整備教育センターの掲示場およびホームページにおいて発表するとともに、郵送により合格者に合格証書を交付し、不合格者には不合格の旨を通知する[43]。
- 合格者には、合格証書が交付されるので、その写しを添えて免状交付申請を行う必要がある。

### 浄化槽管理士講習
- 講習期間は13日間(80時間)[44]で、遅刻・早退・欠席は一切認められず、すべての講義を漏れなく受講する必要がある。午前と午後それぞれ出席の確認が行われる（日程については公益財団法人日本環境設備教育センター、社団法人全国浄化槽団体連合会に確認。講習料は153,400円〈2023年現在〉）。
- 浄化槽管理士試験と比較して、講習の考査(試験)での合格率が高いため、講習修了により免状を申請する者が多い。講習期間中に宿泊が必要な場合、指定宿泊施設の利用を希望することも可能であるが、宿泊にかかる費用は別に受講者側が負担する必要がある[45]。
- 以前は、環境大臣が認定した「浄化槽管理士認定講習会」と呼ばれていたが、浄化槽法の一部を改正する法律(平成13年法律第74号、同年10月1日施行)[46]により、環境大臣が指定する者(指定講習)に改められたことにより、現在では「浄化槽管理士講習」と呼称されている。

#### 講習科目
講習科目は、施行規則第41条に次のように定められている。
1. 浄化槽概論 8時間以上 ※
2. 浄化槽行政 4時間以上
3. 浄化槽の構造及び機能 22時間以上
4. 浄化槽工事概論 4時間以上 ※
5. 浄化槽の点検、調整及び修理 30時間以上
6. 水質管理 10時間以上
7. 浄化槽の清掃概論 2時間以上

浄化槽設備士の資格を有する者については、※印を付した1および4の科目が免除される。

#### 考査(試験)
- 全講習を漏れなく受講すると、最終日の考査の受験資格を得ることができ、考査に合格することにより修了と認められる。
- 考査問題は、講習に使用されるテキスト「浄化槽の維持管理」より出題、テキストは講習の初日に配布される。試験時間は2時間30分で、開始30分後から退席可能である。問題は全40問の四択でマークシート方式である。浄化槽設備士資格で講習の一部免除を受けた場合でも、一般受講者と同じ問題(考査の一部免除はない)が出題される。
- 考査不合格者は、再考査を合否発表後3年以内であれば、回数に制限がなく受験可能であるが、都度手数料の納入が必要である。
- 考査の合格者には、修了証書が後日交付されるので、その写しを添えて免状交付申請を行う必要がある。

## 歴史
- 1900年(明治33)4月　日本初の廃棄物法令「汚物掃除法」(明治33年3月法律第31号)が施行
  - 後の清掃法施行により廃止されたが、更に清掃法を全文改正したものが現代の「廃棄物の処理及び清掃に関する法律（廃掃法）」となった後、現在の浄化槽法として独立するという沿革となっている。
  - 凡そ50年間運用された法令ではあるが、改正は1954年に一度簡易な改正があったのみであり、実際の規制は「汚物掃除法施行規則」で行われていた。施行規則は8回改正されている。なお、当時の汚物掃除法には施行令はなかった。
- 1921年(大正10)7月　「水槽便所取締規則」(警視庁令第13号)が施行[48]
  - 当時は汲み取り式便所(ぼっとん便所)が主流であったが、水洗化要望の高まりにより、水槽(水洗)便所に対する規制が必要となった。しかし、当時の汚物掃除法（汚物掃除法施行規則）では屎尿を公共水面に放流することを禁じる程度の定めしかされておらず、水洗便所に対する規制はなかったため、国内初[49]の規制が創設された。改正(昭和6年10月警視庁令第50号)で更に具体的な定めとなり、汚物掃除法施行規則での「水槽便所の流出(放流)水を公共水面に放流するには、汚物処理槽(浄化装置、浄化槽の前身)を通過しなければならない」[50]とした規則を受け、「水槽便所より排出する汚水は基準に適合し、消毒したものでなければ放流してはならない」[51]とし、浄化装置の設置や維持管理についての規制[52]が始まった。当時の浄化装置は、腐敗槽、酸化槽、消毒槽の3つを備えた散水式濾過床が指定され、この規則で詳細な構造も定められていた[53]。なお、これは警視庁令[54]であるため、東京市及び八王子市（昭和5年に東京府に変更）に適用されたものであるが、他府県でも同様の規則を整備[49]したところもあった。
- 1954年(昭和29)7月　「清掃法」(昭和29年法律第72号)が施行
  - 旧法での汚物処理槽は、「し尿浄化そう又はし尿消化そう[55]」とされ、維持管理や清掃は清掃法、構造は建築基準法に分離され、設置は両法で規制されることとなった。
- 1965年(昭和40)年12月　浄化槽管理技術者[56]制度の創設 (清掃法の大幅改正、浄化槽管理技術者資格認定講習と技術管理者制度の創設)
  - 清掃法改正(昭和40年法律第119号）により「屎尿浄化そう又は屎尿消化そう」は、「し尿処理施設」に改められ、浄化槽は、し尿処理施設の一つとなった。「技術管理者」制度が創設されたが、処理対象500人分未満のし尿処理施設は技術管理者制度からは対象外[57]とされ、厚生省の行政指導[58]により500人分未満のし尿処理施設（浄化槽）に対する保守点検は、「知識と技術に乏しく、屎尿浄化槽の適正な運営が保し難い設置者等には、その維持管理を、知識と技術を有する者に委託せしめるように指導することが望ましい（原文のまま）」と通知したため、その委託先となる者を養成するために厚生省認定の「浄化槽管理技術者資格認定講習」が、当時の社団法人日本浄化槽教育センターにより実施されることとなった[59]。
- 1966年8月　第1回浄化槽管理技術者認定講習会の開催[60]
  - 8月26日-9月14日までの約20日間で、計70時間の認定講習会が開催、うち2日間は現場見学及び実習[61]があった。修了には筆記試験が課された[62]。修了証書が交付され、希望者には更に金看板が頒布された。金看板はPRのためで法的な定めはないが厚生省との協議により作成され、「厚生大臣認定講習修了　浄化槽管理士」と表示されており、この時点で浄化槽管理士という呼称が用いられた[63]。浄化槽管理士の前身となる資格の創設であった。
- 1971年(昭和46)9月　廃棄物の処理及び清掃に関する法律(昭和45年法律第137号、廃掃法)の施行
  - し尿浄化槽はし尿処理施設(一般廃棄物処理施設)の一つとして分類された。また、廃掃法施行に伴い、「浄化槽管理技術者資格認定講習」は、Aコース(保守点検)[64]と、Bコース(清掃)[65]の2つのコースに分離され、修了証書(資格)もそれぞれ独立したものとなった。従来行われていた現場見学及び実習[61]は廃止された。旧清掃法時代の浄化槽管理技術者資格は、補習教育[66]を受講することにより新たな廃掃法上の浄化槽管理技術者とされた。講習は、都度所要の再講習[67][68]などを経て浄化槽法による浄化槽管理士制度が創設されるまで続いた。[69]
  - 1971年の廃掃法から1983年の浄化槽法公布までの12年間で、浄化槽管理技術者はAコース14,814名、Bコース3,853名の合計18,666名の資格者を養成し、役目を終えた。
- 1983年(昭和58)5月　浄化槽法(昭和58年法律第43号)が公布。ただし、全面施行は約2年半後の昭和60年10月である。
- 1985年(昭和60)2月24日　第1回浄化槽管理士試験の実施
  - 全面施行に先立ち、実施機関として指定された財団法人日本環境整備教育センターにより、仙台、東京、大阪、広島、福岡の５都市で行われた。当時の試験問題は学科試験のみ(試験科目は現在と同じ)で、五肢択一のマークシート形式、午前は2時間で37問、午後は3時間で52問の合計89問で、受験者数5,410人、合格者数1,179人で合格率は21.8％であった[70]。
- 1985年(昭和60)年10月1日　浄化槽法全面施行
  - 浄化槽法施行後の廃掃法上で浄化槽は、「し尿処理施設(浄化槽法第二条第一号に規定する浄化槽を除く。以下同じ。)」とされ、浄化槽法に規制が移管され、浄化槽が廃掃法の一般廃棄物処理施設の中のし尿処理施設の一つという規制から抜け出した。浄化槽によらないし尿処理施設は、引き続き廃掃法により規制される。
  - 建築基準法で規制されていた浄化槽の構造については浄化槽法に移管されたが、設置は建築基準法と浄化槽法の両法で規制され、当該部分の所轄官庁は引き続き建設省(現在の国土交通省)となったため、浄化槽法となってからは、環境省と国土交通省の共同省令[71]を定めたり、国土交通大臣から環境大臣への通知[72]や協議[73][74]が必要など複雑な法体系となっている。(現代においても、管理士免状が環境大臣、設備士免状が国土交通大臣からの交付であることはこの名残によるものである)
  - 技術管理者も浄化槽法上の技術管理者に移管され、技術管理者として任命されるには浄化槽管理士免状が基礎資格(他、実務経験等)として必要となった。
  - 同月27日には第２回浄化槽管理士試験が仙台、東京、名古屋、大阪、福岡の５都市で実施された。[70]
- 1986年(昭和61)4月　浄化槽管理士の名称使用制限に関する条項が発効
  - 施行の日から半年間猶予されていた名称使用の制限に関する条項が発効し、以降は浄化槽管理士免状の交付を受けた者でなければ浄化槽管理士又はこれらに紛らわしい名称を用いることが禁止された。
- 1987年(昭和62)7月　浄化槽管理士免状の特例交付制度が失効
  - 旧法による浄化槽管理技術者認定講習を修了している者に対し、厚生大臣指定の講習会を修了すれば新法による浄化槽管理士免状の交付を受けられる特例措置が失効し、浄化槽管理技術者資格は一切の効力を失った。
- 2001年(平成13)1月　中央省庁再編により、浄化槽法で厚生省が所轄する部分は、環境省へ権限が移管された。
- 2001年(平成13)10月　浄化槽管理士認定講習の名称変更
  - 改正浄化槽法(平成13年法律第74号)で、講習は環境大臣指定講習機関が行うと改められたため、以降は「浄化槽管理士講習」と呼称するようになった。なお、国家試験は当初から「指定機関」であったため変更はない。
- 2020年(令和2)4月　浄化槽管理士研修制度が創設
  - 改正浄化槽法(令和元年法律第40号)で、新たに管理士に対する研修の機会の確保が定められ、浄化槽管理士研修制度が創設された。詳細は浄化槽管理士研修の項を参照。

## 関係者に関する解説

### 浄化槽技術管理者との関係
所定の規模を超える浄化槽の浄化槽管理者は、「管理士の資格を有する者で所定の要件を満たす者を浄化槽技術管理者として任命する」か「自らが技術管理者の業務を行うこと」が必要であるが、これは役職であり免許ではない。技術管理者は、大規模浄化槽施設などで複数の管理士が業務を行う場合でも、任命すべき技術管理者は1名で足り、他の者は管理士資格のみで大規模浄化槽の保守点検業務に従事することが可能である。任命されなければ法的権限を有しないため、後述の技術管理者講習(認定講習)を修了した者であっても、任命されなければ技術管理者としての業務を行うことはできない【法第10条2】。
技術管理者は、「技術的に高い知見を有し、専門的判断に基づき、浄化槽の維持管理に関して必要な改善措置などを講ずる。浄化槽の保守点検や清掃業務の統括的な把握、トラブル発生時の対応等を行う。」とされており、具体的には自身が技術管理者として任命されている大規模浄化槽の浄化槽の維持管理の方針を浄化槽管理者と協議のうえ決定し、業務に従事する管理士やその補助作業者、清掃業者、その他の業者（修理業者、電気工事業者など）を統括管理する業務である。技術管理者の業務に清掃業務の統括があるが、技術管理者であることを根拠として自ら清掃業務を行うことはできない（会社が浄化槽清掃業の許可を受けている場合は可能）。保守点検については技術管理者は管理士でもあるので自ら行うことも可能である。
技術管理者の選任要件は、「所定の規模を超える浄化槽の保守点検及び清掃に関する技術上の業務の実務経験2年」または「これと同等の知識及び技能を有する者」である。前者は既に技術管理者が任命されている大規模浄化槽で管理士として実務経験を積む方法、後者は、日本環境整備教育センターが実施している浄化槽技術管理者講習(認定講習)を受講し、修了することにより得られる【施行規則第8条】。
浄化槽管理者は自ら技術管理者となることができ、この場合管理士資格や実務経験は不要である【法第10条2ただし書き】。

### 浄化槽設備士との関係
類似の資格として国土交通大臣が所管する浄化槽設備士がある。設備士は浄化槽工事業の登録を受けた者に所属して、「浄化槽設置工事またはその構造若しくは規模の変更工事」の監督を行うことができる。監督資格であるため、その現場に有資格者が一人でも居れば他の作業者に設備士資格は不要であるが、実地で監督を行う必要がある。設備士が工事を業務範囲とするのに対し、管理士は、保守点検および修理が業務範囲である。双方の資格に優劣や上位下位はなく、それぞれ別の業務範囲の資格であるため工事と保守点検および修理の両方を実施するには、設備士および管理士両方の資格が必要である。難易度としては、設備士の方が受験資格が必要なため取得が困難である。

### 浄化槽清掃業者との関係
管理士や設備士の業務範囲に浄化槽の清掃は含まれていない。浄化槽の清掃とは、浄化槽の中にある汚泥等（水、沈殿物、付着物、スカムなど）を浄化槽外に引き出し、洗浄、掃除を行うことである。浄化槽清掃は、浄化槽清掃業の許可を受けている者でなければできない。原則として清掃作業者に作業資格は不要であるが、浄化槽清掃業の許可を受けるためには、「浄化槽の清掃に関する専門的知識、技能を有する者」として浄化槽槽清掃技術者講習(認定講習)を修了した者を配置する必要がある。また、様々な年代、メーカー、型式、処理方式が混在し、手順を誤ると水圧や土圧により浄化槽を破損させてしまうこともあり得るため、十分な知識が必要である。実態としては、保守点検業者が浄化槽清掃業の許可も受けていることもあり、その場合は管理士と同じ人物が浄化槽の清掃を行うということもあり得るが、前述のとおり管理士資格は何ら関係しない。
浄化槽管理者は、法的には自ら清掃も行うことも可能であるが、引き出した汚泥の処分方法などに課題があり、個人では適切な処分が困難である。
管理士は、浄化槽の中にある汚泥等を浄化槽外に引き出す必要がない場合で、保守点検の技術上の基準を満たすための洗浄や掃除、汚泥やスカム等を別の槽へ移送することは清掃にはあたらないので可能である。槽内の状態が著しく悪化しまたは点検修理のために浄化槽外に汚泥等を引き出す必要がある場合は、清掃業者に依頼することになる。

### 法定検査員との関係
浄化槽の法定検査をおこなう法定検査員（浄化槽検査員）は、都道府県の指定検査機関に所属し、法第7条または11条に基づき浄化槽の外観・水質・書類を検査するものである。点検や調整修理は行わない。法定検査での結果（指摘事項）により、都道府県知事から改善命令（助言、指導、勧告）や浄化槽の使用停止命令が発出されることがある。指定検査機関はその地域ごとに一つの機関が指定されており、管理士（保守点検業者）や清掃業者のように管理者が任意に選択することはできない。
法定検査員となるには都道府県からの推薦（指定検査機関に所属）と、管理士（学歴経験不問）または所定の学歴と実務経験が必要である。
管理士と検査員が直接やりとりすることは原則ないが、検査の指摘事項が保守点検に係るものである場合は、都道府県知事からの改善命令などが管理士に対して発出されることがある。
自治体によっては管理士を指定採水員として任命し、検査員の一部業務を委任していることがある。この場合、外観検査、書類検査と採水のみを指定採水員である管理士が行い、水質検査と総合判定を指定検査機関（検査員）が行う。